# Rhyparus costaricensis
Rhyparus costaricensis  (лат.) — вид жуков из подсемейства афодиин внутри семейства пластинчатоусых. Распространён в Мексике и Коста-Рике. Длина тела имаго 4 мм. Тело удлинённое, параллельностороннее, слабо блестящее, тёмно красно-коричневое, почти чёрное. Первый и четвёртый кили широко расходятся у вершины шире ширины пришовного киля.